# Загатинцы
Загатинцы (укр. Загатинці) — село в Подлозцевской сельской общине Дубенского района Ровненской области Украины.
Население по переписи 2001 года составляло 69 человек. Почтовый индекс — 35132. Телефонный код — 3659. Код КОАТУУ — 5623886703.

## История
В 1946 г. Указом Президиума ВС УССР село Малые Реканы переименовано в Загатинцы.
До 2020 года входило в Млиновский район.